# Cheval Mallet
Vous lisez un « article de qualité » labellisé en 2009.
Le Cheval Mallet ou cheval Malet est un cheval fabuleux et maléfique mentionné dans le folklore français de la Vendée,, du Poitou, et du sud de la Bretagne en Loire-Atlantique dans le pays de Retz, près du lac de Grand-Lieu. Cet animal est réputé apparaître le soir ou au milieu de la nuit sous la forme d'un magnifique cheval blanc ou noir, proprement sellé et bridé, et tenter les voyageurs épuisés par un long voyage de monter sur son dos. Plusieurs légendes très semblables circulent à propos des imprudents qui chevauchent cette monture. Ils n'en reviennent jamais à moins de posséder sur eux la rançon du voyage, ou un charme de protection tel qu'une médaille de saint Benoît. 
Le cheval Mallet est vu comme un instrument du Diable, voire une forme de Satan lui-même. Peut-être issu de Sleipnir et de la chasse sauvage, sa légende est très semblable à celle d'autres chevaux fabuleux tels que lou drapé ou la blanque jument.

## Étymologie et terminologie
Les formes de « cheval Mallet » et « cheval Malet » se rencontrent, l'usage semble un peu hésitant entre nom propre et nom commun. Cependant, le « cheval Mallet » est plus fréquemment mentionné comme étant un individu unique dans les légendes, portant un nom propre.
Le nom de « Mallet », et par corruption « Merlet », pourrait être issu de mail qui signifie « malle » ou « valise » dans les anciennes langues celtiques. En prenant le mot par des racines bretonnes, langue celtique, on trouve Marc'h Klet, soit le cheval (marc'h) confortable (klet). Un cheval sellé et bridé est de fait plus confortable que monté à cru. Et cette tentation du voyage confortable scelle la perte de celui qui y cède. À l'oral, le "k" précédé du "c'h" devient muet, ce qui donne mar'let.
« Malet » pourrait également être issu de mallier, signifiant « un cheval qui porte les malles » en moyen français,.

## Description
Le cheval Mallet se présente comme un magnifique cheval, généralement blanc, plus rarement noir (il serait blanc comme le brouillard en Vendée et noir en Saintonge,). Il est parfois décrit comme un cheval-fantôme, toujours mauvais ou maudit, qui apparaît soigneusement sellé et bridé, parfois le soir, et le plus souvent au milieu de la nuit, face à un voyageur fatigué par une longue route. Il représente alors une tentation pour celui-ci. Si le voyageur enfourche cette monture, sa chevauchée se termine au matin par sa mort. Le cavalier est jeté à terre, et meurt généralement sur le coup,,. Il peut être piétiné à mort par sa monture, jeté dans un précipice ou dans une fontaine, voire dans tout type de point d'eau. Des traces de sabot « à la forme étrange » peuvent être retrouvées à côté du corps.
Selon Claude Seignolle et Édouard Brasey, les yeux du cheval Mallet émettent une lueur qui éclaire son chemin lorsqu'il galope. Il n'y aurait qu'un moyen d'arrêter cet animal, « c'est d'avoir sur soi la rançon du voyage ». Jeter six pièces de monnaie marquées d'une croix devant lui pourrait le stopper, tout comme effectuer un signe de croix, et utiliser de l'eau bénite ou un sou marqué,. Une médaille de saint Benoît (dite « croix des sorciers ») serait la seule protection efficace qui permette d'en prendre le contrôle pendant une nuit. 
Cet animal fantastique et maléfique des légendes « faisait trembler de peur les petits-enfants quand les vieilles femmes l'évoquaient »,.

## Mentions
C'est surtout dans l'ancienne région du Poitou, qui englobait les actuels départements de la Vienne, de la Vendée (où il était très connu) et des Deux-Sèvres, et où s'étend le marais poitevin, que le cheval Mallet est mentionné. De nombreuses légendes y font en particulier référence autour du lac de Grand-Lieu. Il serait également connu dans la Manche, par la légende du moine de Saire. Des légendes locales liées au cheval Mallet auraient, logiquement, dû être présentes dans le département des Deux-Sèvres, mais il n'en reste aucune survivance.
Le Glossaire du Poitou, de la Saintonge et de l'Aunis mentionne en 1868 le « Cheval Malet » comme « un être fantastique et malfaisant. Il est blanc et magnifiquement harnaché. Lorsqu'il aperçoit un voyageur fatigué, il s'en approche avec beaucoup de douceur, se laisse caresser ; mais dès que le trop confiant voyageur l'a monté, il l'emporte à fond de train vers une mare où il le noie. Cependant, si le malheureux écuyer a pris de l'eau bénite à son réveil, ou s'il a la présence d'esprit de faire un signe de croix, il en est quitte pour un bain froid. Alors le cheval Malet, qui n'est autre qu'un loup-garou s'enfuit en poussant d'affreux hennissements qui retentissent jusque dans les profondeurs des bois. »

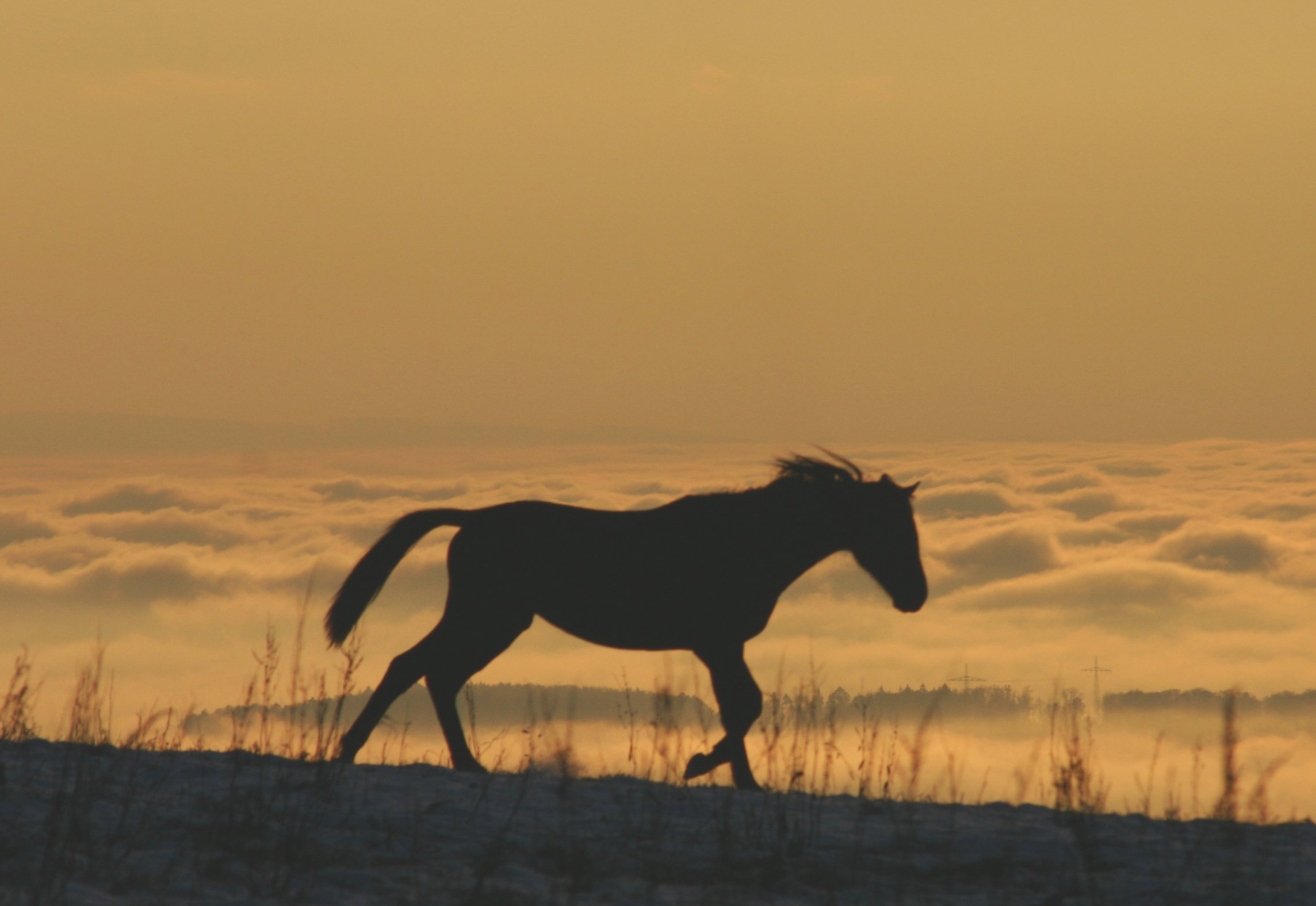
Selon Claude Seignolle, le cheval Mallet apparaît la nuit, sous la forme d'un beau cheval noir sellé et bridé.

Claude Seignolle consigna la légende poitevine du cheval Mallet dans ses Contes, récits et légendes des pays de France au milieu du XXe siècle. Il y décrivit l'animal comme « un coursier magnifique, au poil noir lustré, qui parcourt, les nuits sombres, couvert d'un harnachement splendide, les chemins creux du sol poitevin ». Lorsque cet animal croise un voyageur isolé, il se penche vers lui et se fait doux et caressant, afin de tenter ce dernier, généralement fatigué, de monter en selle. Lorsque le voyageur est sur le dos de l'animal, « s'applaudissant du retour facile, ayant en son esprit charmé la vision de sa famille rassemblée qui l'attend », celui-ci se met à galoper « comme un ouragan qui se déchaîne », à une vitesse inimaginable, telle que ses pieds ne toucheraient plus la terre. Claude Seignolle précise aussi que « ses naseaux vomissent la fumée » et que « ses yeux éclairent l'horizon ». Aucun obstacle ne peut arrêter le cheval Mallet, il franchirait facilement les rivières et serait si rapide que son passage produirait une bourrasque qui « incline jusqu'à terre les arbres géants que la tempête ne dérange pas de leur solennelle immobilité ». Le cavalier qui voudrait l'arrêter demeure impuissant et voit « les villes et les bourgs défiler aussi promptement que dans un rêve », à tel point qu'il parcourrait l'univers entier de cette façon durant la nuit, sans que sa monture ne se fatigue. Lorsque le matin approche, le cheval se débarrasse de son cavalier en le jetant à terre où il se brise les reins et le cou.
Claude Seignolle cite la morale de la légende comme telle : « Ne voyagez pas sur un cheval inconnu. Ayez toujours dans votre poche la rançon du voyage ».
Plusieurs ouvrages évoquent rapidement le cheval Mallet comme un cheval noir légendaire du Poitou et des Charentes, avec les yeux brillants comme deux braises, qui se promène harnaché la nuit,, parfois uniquement durant les nuits sans lune.

### Autour du lac de Grand-Lieu

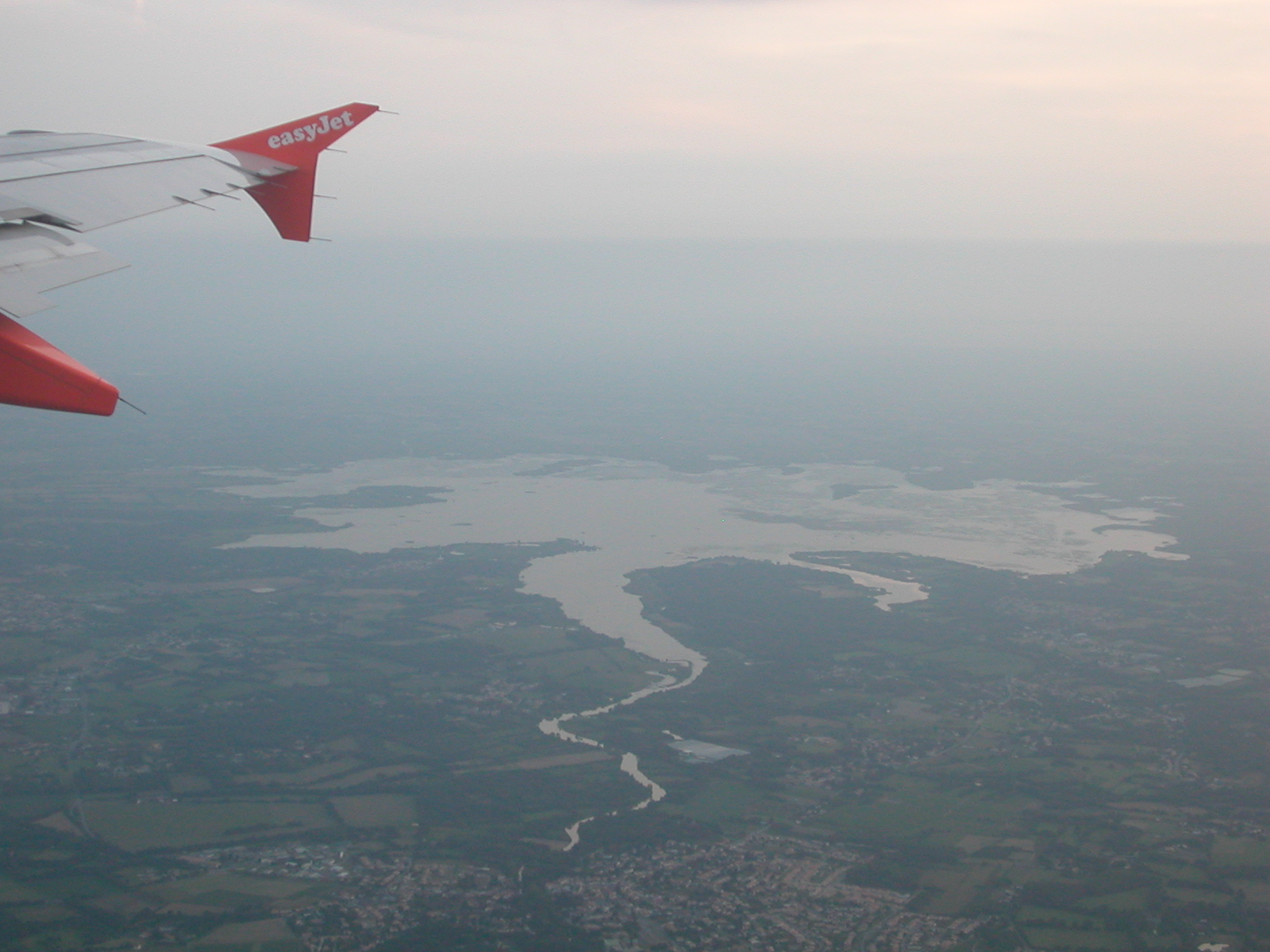
Vue aérienne du lac de Grand-Lieu, autour duquel le cheval Mallet était censé se promener

La légende connaît quelques variantes locales et semble étendue à toute la région du lac de Grand-Lieu — autour duquel le cheval était censé se promener — dans tout le pays de Retz où ce cheval de couleur blanche qui semble ordinaire est rencontré au hasard de la route, généralement par des paysans et des voyageurs qui reviennent d'une longue veillée, et les tente en leur proposant de monter en selle, ou les y oblige. Lorsqu'ils sont sur son dos, le cheval Mallet part dans une course folle, « rapide comme l'éclair, il n'est arrêté ni par les océans ni par les continents ». La chevauchée se termine toujours par la mort du cavalier,. Le groupe Tri Yann s'est inspiré de cette légende pour écrire la chanson La ballade du cheval Mallet  (Anniverscène, 1985), qu'il situe à Saint-Lumine-de-Coutais.
Les marais autour du lac de Grand-Lieu étaient réputés fournir d'excellents chevaux pour l'agriculture et l'armée, et être souvent fréquentés, la nuit, par les dames blanches qui tenaient des chandelles de cire allumées dont elles faisaient tomber des gouttes sur le toupet et le crin des chevaux, qu'elles peignaient et qu'elles tressaient ensuite fort proprement. Quelquefois, elles pénétraient même dans les écuries pour accomplir le même devoir.

### À Saint-Benoist-sur-Mer

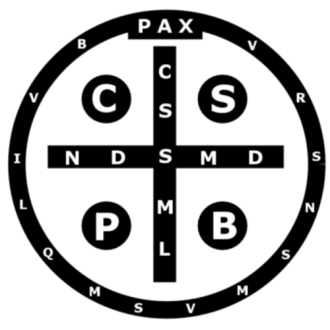
La croix de saint Benoît ou croix des sorciers, telle qu'elle figure sur l'une des faces des médailles de saint Benoît, est l'une des seules protections fiables contre le cheval Mallet

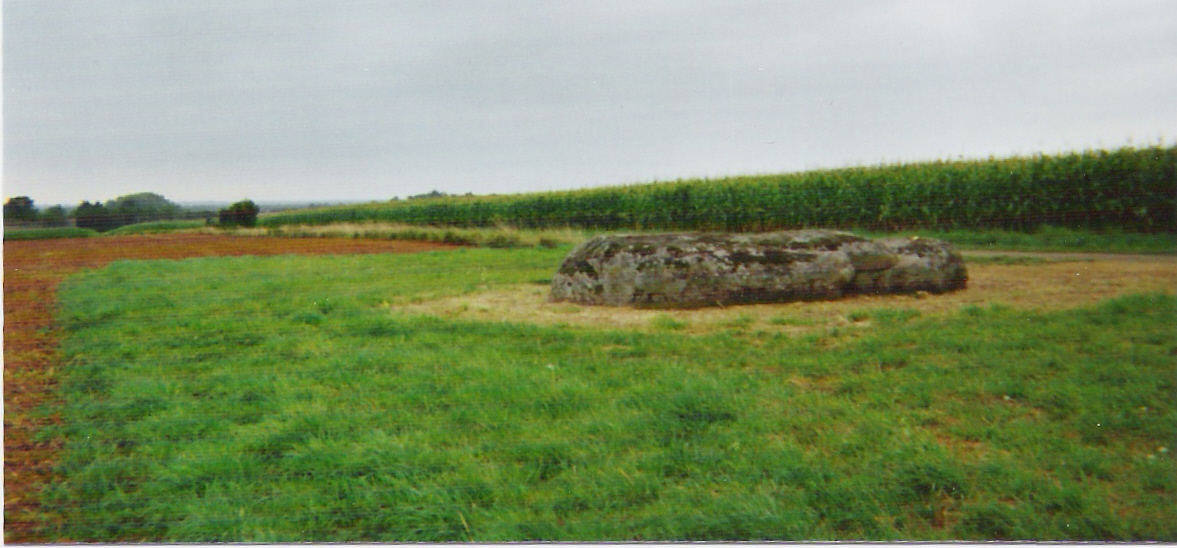
Le palet de Gargantua, à l'extérieur de Saint-Benoist-sur-Mer, où les habitants venaient autrefois frotter du trèfle pour se protéger des périls comme le cheval Mallet.

À Saint-Benoist-sur-Mer, dans le sud de la Vendée, lorsque la nuit tombait sur le village, un cheval extraordinaire au pelage blanc et rutilant, sellé et bridé, apparaissait pour tenter les voyageurs nocturnes. Quiconque le montait se faisait aussitôt emporter au royaume des morts. La seule manière de s’en protéger consistait à porter une médaille de saint Benoît autour du cou, qui portait aussi le nom de « croix des Sorciers [réf. nécessaire] » et était réputée efficace contre les sorciers et démons, tout particulièrement contre le cheval Mallet puisqu'elle permettait à certains malins de dominer la bête pendant une nuit, les lettres (V. R. S. N. S. M. V. S. V. Q. L. I. V. B) qui figurent autour de la médaille et protègent des périls, sont censées signifier ceci :

« Vade retro, Satana; Non suadeas mihi vana;

Sunt vana quae libas; ipse venena bibas »

— Consigné par Benjamin Fillon
Paul Sébillot décrit l'habitude des habitants de Saint-Benoist-sur-Mer, qui venaient chaque année en pèlerinage, au printemps, pour frotter une poignée de trèfles sur une pierre couchée à l'extérieur du village, dite « palet de Gargantua », pour se protéger de plusieurs périls comme le cheval Mallet. Il s'agit d'une table de granit qui était autrefois un dolmen, et, selon la légende, le géant Gargantua s'amusa avec.
En 1862, un recueil de légendes vendéennes mentionne la mésaventure d'un coureur de cabaret et de veillée qui rencontra à Saint-Benoist-sur-Mer un palefroi très amical, un soir. L'animal plia les genoux pour permettre à son cavalier de bien se placer en selle, mais à peine celui-ci avait-il saisi les rênes qu'il se sentit emporté à une vitesse vertigineuse, à travers le marais, les plaines, les collines, les broussailles et les ruisseaux. « Vingt fois, le coursier chercha à désarçonner son cavalier, et vingt fois, celui-ci résista aux efforts de son indomptable adversaire ; force fut au cheval malet de ramener, au lieu où il l'avait pris, le villageois qui ruisselait, il est vrai, de sueur, de poussière et de sang, mais qui était demeuré vainqueur. Il devait son salut à la médaille de saint Benoît qu'il portait à son cou »
Un recueil de contes reprend la même histoire en 1978 mais mentionne qu'on ne revit plus jamais le cavalier, il cite aussi l'expression « c'est un vrai cheval Mallet » qui désignerait une personne intrépide et ardente dans la région.
Dans le même village, un homme qui croisa un cheval Mallet parvint à soumettre l'animal pour se faire emmener à Paris en faisant un grand signe de croix et en tenant la médaille de saint Benoît qu'il portait, avec l'incantation suivante :

« Cheval Mallet, au nom daus grand Saint Benoît, maintenant te va m'obéir. Y'a bé longtemps qui vu aller à Paris, te m'y conduis, pi après te me ramènes auprès daus mè bourgeoise »

— Consigné par Henri Dontenville

### À Saint-Philbert-du-Pont-Charrault
Claude Seignolle mentionne aussi un homme venu de Saint-Philbert-du-Pont-Charrault, qui fit un « voyage incomparable » sur le dos d'un cheval Mallet et se retrouva à Paris au lever du jour, sans encombre grâce au sou marqué qu'il portait sur lui et qu'il utilisa pour payer le voyage. Il passa ensuite trois jours dans la capitale, qui comptèrent parmi les plus heureux de sa vie,.

### Dans la Vienne
Claude Seignolle rapporte dans Les évangiles du Diable qu'il rencontra une paysanne près de Chauvigny, et qu'elle lui parla d'un « Cheval-Malet » blanc qui se rencontrait dans les bois, appuyé contre un arbre. Si quiconque le montait, il s'élançait vers la Vienne au grand galop, et noyait sa victime.

### Avec la Chasse-gallery
D'après une chanson de la chasse-gallery consignée par Benjamin Fillon dans Poitou et Vendée, le cheval Mallet faisait partie du cortège accompagnant Gallery, ou Guillery, qui menait une chasse fantastique dont faisaient également partie la garache, l'aloubi, la grolle, la sorcière, le lutin, le feu-follet, le putois, le loup et un « fantôme habillé de blanc ». Tout homme en état de péché mortel qui croisait cette chasse était jeté sur le cheval Mallet et son âme entraînée en enfer. Son corps était généralement retrouvé au petit matin, sur un chemin creux ou au milieu des landes, on retrouve le même type de légende dans la ballade allemande de Burger « Le sauvage chasseur », où tout disparaît à l'aube. C'est une tradition vendéenne.
« Pendant l'hiver, dans l'histoire de Guillery, à l'heure de minuit, l'air retentit tout à coup de bruits lointains qui se rapprochent peu à peu de la terre, et bientôt un chasseur inconnu, suivi de la foule immense des sombres habitants de la nuit, poursuit à travers les forêts, les marais et les plaines de neige, des monstres fantastiques ou d'invisibles ennemis. Alors, malheur à celui qui se trouve sur la route du fantôme : il est saisi au passage, monté sur le cheval Malet, et obligé de se mêler au cortège. Rien n'arrête cette course désordonnée ; mais lorsque le jour arrive, l'enfer ressaisit sa proie, et l'on trouve au coin de quelque carrefour un cadavre défiguré, objet de répulsion et d'effroi, destiné à devenir la pâture des loups. »

## Origine et symbolique

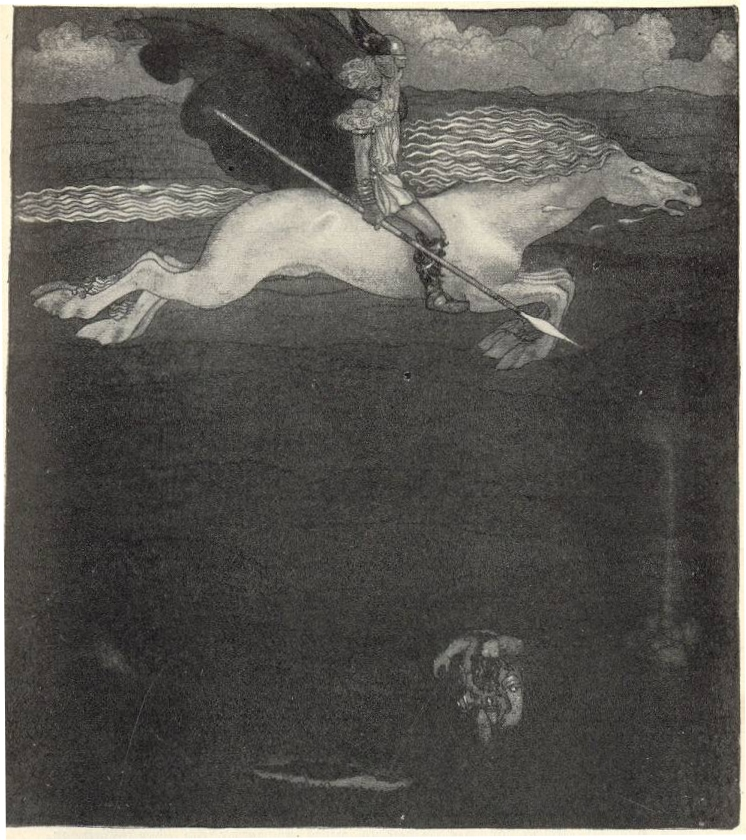
Sleipnir, le cheval à huit jambes d'Odin, pourrait être à l'origine de la légende du cheval Mallet

Les origines du cheval Mallet restent floues et « se perdent dans la nuit des temps », mais il est clairement assimilé à un instrument de Satan,, une forme du Diable lui-même,, un damné ou une âme en peine. Dans son ouvrage consacré aux structures anthropologiques de l'imaginaire, Gilbert Durand dit que le galop du cheval est isomorphe du rugissement léonin et du claquement du tonnerre. Il s'agit d'un son effrayant, comme cela est mis en avant dans la légende du cheval Mallet et du cheval Gauvin. Dans un recueil de contes de Jean-François Bladé, Pierre Lafforgue mentionne en introduction qu'une monture avec trois cavaliers et plus sur son dos qui s'allonge est un cheval Mallet, forme du diable qui ne peut être combattue qu'avec un signe de croix et en refusant d'y monter,. Ce dos qui s'allonge, que l'on retrouve chez bon nombre d'autres chevaux-fées serait selon Henri Dontenville une caractéristique serpentine, ou du moins reptilienne. En effet, « il n'y a qu'à regarder se dérouler un serpent ou plus simplement un ver de terre pour comprendre d'où vient ce mythe ».
Selon un recueil de 1862, le cheval Malet se présente quelquefois au voyageur en n'ayant « ni queue, ni tête », ce qui ne l'empêche pas de partir au galop quand il sent ce dernier monté sur son dos, il rejoint ici le cheval qui porte la Guillaneu à la nouvelle année, si l'on en croit les habitants de Saint-Benoist-sur-Mer.

### Origine
Selon l'étude du paganisme indo-européen de Jérémie Benoît, le cheval psychopompe « démoniaque » à huit jambes, Sleipnir, monture du dieu Odin dans la mythologie nordique, pourrait être à l'origine de plusieurs croyances sur d'autres chevaux maléfiques et psychopompes, entre autres le cheval Mallet et la monture de la Guillaneu, ou encore la mara, personnification des cauchemars qui se matérialisait parfois sous la forme d'une jument nocturne tourmentant les dormeurs. Il note que, malgré une étude antérieure d'Arnold Van Gennep qui niait tout lien entre le cheval Mallet et le jour de l'an, celui-ci est incontestablement lié à la chasse sauvage et au solstice d'hiver, un thème qui aurait été progressivement diabolisé sous l'influence du christianisme.

### Liens avec les lutins
Selon l'étude d'Anne Martineau consacrée au nain au Moyen Âge, le « cheval Malet » serait la forme métamorphosée d'un lutin, et il existerait entre lutins et chevaux des liens très étroits car, dans les chansons de geste comme dans le folklore plus moderne, lorsque le petit peuple adopte une forme animale, c'est le plus souvent celle d'un cheval. L'étude de Jean-Michel Doulet, cette fois consacrée aux changelins, fait la même remarque : « au bord de l'eau, les silhouettes du lutin et du cheval tendent à se confondre ». C'est aussi ce que peut suggérer l'elficologue Pierre Dubois, quand il cite le « cheval Malet » dans son encyclopédie des fées, parmi une longue liste de « chevaux-fée » dont la plupart finissent par noyer leurs cavaliers, disant que « ces animaux sont issus des pégases et des licornes, et que s'ils sont devenus farouches, c'est que les hommes n'ont pas su les apprivoiser ».

### Liens avec l'eau
Le thème du cheval Mallet rappelle sur un point celui du kappa, un démon japonais qui entraînait les chevaux dans l'eau. L'auteur japonais Yanagida y voit une transformation rituelle du cheval dans l'élément liquide, et note que dès le néolithique, les génies des eaux sont en rapport avec les équidés. Le dictionnaire des symboles cite aussi un grand nombre de « chevaux néfastes, complices des eaux tourbillonnantes ».

### Importance de la couleur
La couleur blanche « lunaire » du cheval Mallet est celle des chevaux maudits. Plusieurs ouvrages, comme le Dictionnaire des symboles, s'attachent à cette couleur des chevaux « blêmes et pâles », dont la signification est l'inverse des chevaux blancs ouraniens (comme le Pégase). Il s'agit d'animaux à la blancheur « nocturne, lunaire, froide et vide », comme un suaire ou un fantôme, ils évoquent le deuil, comme la monture blanche de l'un des quatre cavaliers de l'Apocalypse annonce la mort. Il s'agit d'une inversion de la symbolique habituelle à la couleur blanche, une « apparence trompeuse » et une « confusion des genres ». Une étude réalisée en 1995 y voit aussi un archétype des chevaux de la mort.
En Angleterre et en Allemagne, rencontrer un cheval d'un blanc immaculé est signe de mauvais augure ou de mort.